# Оператор универсальных услуг связи
Оператор универсальных услуг связи или универсальный оператор связи — телекоммуникационная компания, чаще всего коммерческая, предлагающая абонентам комплексный набор услуг связи — проводной телефонной связи, доступ в Интернет различными способами (проводной, мобильной), сотовая связь, IP-телефония (SIP-телефония), телевидение (IPTV) и т. п., по модели Triple Play или Quadruple play.
Это возможно, например, посредством единой технологической основы — мультисервисной сети, получившей название Next Generation Network.
С всеобщим распространением Интернета и компьютерных сетей, всё большее число телекоммуникационных компаний, предлагают различные услуги связи, становясь универсальными. При этом наблюдается взаимное проникновение рынков предоставления услуг кабельного телевидения, мобильной и фиксированной телефонии и интернет-провайдеров, которые изначально существовали независимо. Это явление получило название конвергенции.

### Особенности в России
В Российской Федерации понятия универсальные услуги связи и оператор универсальных услуг связи определены на законодательном уровне, в главе 8 Федерального закона о связи (статьи 57-61). При этом под этими терминами в последних редакциях закона подразумевается не столько возможность оказания нескольких услуг (телефонная связь и Интернет) одной компанией, но и обязательство компании — оператора универсальных услуг связи оказывать их на территории регионов присутствия, в том числе с использованием средств коллективного доступа (таксофонов, инфоматов и т. п.). Основная цель такого обязательства для оператора универсальных услуг связи — устранение «цифрового неравенства» (то есть диспропорции в уровне обеспеченности услугами телефонии и доступа в Интернет для жителей различных регионах России). Также, на всех операторов сети связи общего пользования в России возлагается обязанность отчислений (неналоговых платежей) в размере 1,2 % от доходов ежеквартально в пользу специального резервного фонда, средства которого используется на поддержание функционирования универсального оператора связи.
C 1 апреля 2014 года Распоряжением Правительства РФ № 437-р обязанность по оказанию универсальных услуг связи возложена на ПАО «Ростелеком»
Несмотря на официальные законодательные определения терминов, конвергентные услуги (dual play, triple play и quadruple play) предоставляются сегодня значительным числом операторов связи в России, поэтому в обиходной речи и в маркетинговых материалах, для таких компаний также могут использоваться термины «универсальный оператор связи» и «оператор универсальных услуг связи».